# Colonia José María Morelos, Villa Hidalgo
Colonia José María Morelos är en ort i Mexiko.   Den ligger i kommunen Villa Hidalgo och delstaten Zacatecas, i den centrala delen av landet, 400 km nordväst om huvudstaden Mexico City. Colonia José María Morelos ligger 2 128 meter över havet och antalet invånare är 1 215.
Terrängen runt Colonia José María Morelos är en högslätt. Runt Colonia José María Morelos är det ganska glesbefolkat, med 45 invånare per kvadratkilometer. Närmaste större samhälle är Villa Hidalgo, 8,5 km öster om Colonia José María Morelos. Omgivningarna runt Colonia José María Morelos är i huvudsak ett öppet busklandskap.